# Таль (округ)
Таль (нім. Bezirk Thal) — округ у Швейцарії в кантоні Золотурн.
Адміністративний центр — Бальсталь.

## Громади
У таблиці наведено список громад округу станом на 2022 рік, населення та площа станом на 2019 рік.

| Українська назва       | Оригінальна назва        | Код BFS | Населення | Площа |
| ---------------------- | ------------------------ | ------- | --------- | ----- |
| Бальсталь              | Balsthal                 | 2422    | 6239      | 15,7  |
| Вельшенрор-Генсбруннен | Welschenrohr-Gänsbrunnen | 2430    | 1158      | 24,5  |
| Гербетсвіль            | Herbetswil               | 2424    | 565       | 16,3  |
| Гольдербанк            | Holderbank (SO)          | 2425    | 692       | 7,8   |
| Едерманнсдорф          | Aedermannsdorf           | 2421    | 579       | 12,9  |
| Лауперсдорф            | Laupersdorf              | 2426    | 1808      | 15,5  |
| Матцендорф             | Matzendorf               | 2427    | 1340      | 11,3  |
| Мюмлісвіль-Рамісвіль   | Mümliswil-Ramiswil       | 2428    | 2404      | 35,5  |